# Brooke Reves
Brooke Celeste Reves (18 maggio 1977) è un'ex cestista statunitense naturalizzata italiana.

## Carriera
Cresciuta nella squadra della Kansas University.
Nella stagione 2003-04 gioca con la Delta Basket 92 Alessandria in Serie A1.
Nella stagione 2005-06 passa alla Pallacanestro Ribera con la quale si aggiudica la Coppa Italia di Basket Femminile, nella Final Six 2006 di Schio, battendo in finale Faenza 75-72.

## Palmarès
- NWBL: 1
Houston Stealth: 2002
- Coppa Italia: 1
Banco di Sicilia Ribera: 2006